# ドリフト (プラズマ物理学)
プラズマ物理学で、ドリフトとは、磁場中を動く荷電粒子の旋回運動の中心(旋回中心という)が磁場と垂直な方向に移動する動きのことを指す。巨視的にプラズマの動きを見ると個々の粒子の旋回運動は互いに打ち消し合うので、旋回中心の移動、すなわちドリフト運動がプラズマの巨視的な動きに対応する。
磁場中の荷電粒子は、ローレンツ力によって旋回運動（サイクロトロン運動）をしている。もし、磁場が一様で、かつ荷電粒子が磁場からの力以外の外力を受けていない場合、その旋回中心は磁場と平行な方向にしか動くことはなく、特に、磁場と平行な方向の速度が0ならば、荷電粒子は単に磁場と垂直な面内で円運動をするだけになる。
しかし、磁場以外の外力が存在したり、磁場の構造が一様でない場合には、旋回中心が磁場と垂直な方向にも動くようになる。例えば、一様磁場 {\displaystyle {\vec {B}}} 中を動く {\displaystyle q} の電荷を持った荷電粒子に、外力 {\displaystyle {\vec {F}}} がかかった場合、旋回中心の動く速度すなわちドリフト速度は
{\displaystyle {\vec {v}}_{f}={\frac {1}{q}}{\frac {{\vec {F}}\times {\vec {B}}}{B^{2}}}}
となる。移動する方向が、外力の方向ではなく外力と垂直の方向になるのは、粒子が、外力の向きに加速を受けた後、磁場によるローレンツ力によって速さを保ったまま軌道をそらされるので、そらされた方向により速く動いてしまうということによる。
外力が電場 {\displaystyle {\vec {E}}} によるものだった場合、{\displaystyle {\vec {F}}=q{\vec {E}}}だから、ドリフト速度は
{\displaystyle {\vec {v}}_{E}={\frac {{\vec {E}}\times {\vec {B}}}{B^{2}}}}
となる。この式からわかるように、電場によるドリフトの速度は、荷電粒子の質量にも電荷{\displaystyle q}にも運動状態（速度）にもよらず、どの荷電粒子も同じ速度となる。この事実の物理的解釈についてはプラズマ物理中の記事「ドリフト」を参照。
一方、磁場が一様ではなく、磁場と垂直な方向に磁場の勾配がある場合には、ドリフト速度は
{\displaystyle {\vec {v}}_{\nabla B}={\frac {\epsilon _{\perp }}{qB}}{\frac {{\vec {B}}\times \nabla B}{B^{2}}}}
である。ただし、{\displaystyle \epsilon _{\perp }}は
{\displaystyle \epsilon _{\perp }={\frac {1}{2}}mv_{\perp }^{2}}
である。